# Johnaye Kendrick
Johnaye Kendrick (San Diego, ? ? -), kétszeres Grammy-díjas amerikai énekesnő, multi-instrumentalista, zeneszerző, hangszerelő, zenetanár (Cornish College of the Arts in Seattle).
A híres Thelonious Monk főiskolán tanult (Thelonious Monk Institute of Jazz), majd a Loyola University in New Orleans-on. 2005-ben diplomázott a Western Michigan University-n. Egyetemi társa, a trombitás Nicholas Payton mondta róla: „a legnagyobb énekesek egyike lesz, aki a dzsessz aranykorára emlekeztet bennünket.”
A Monk főiskolán olyan kiemelkedő művészekkel működött együtt, mint Terence Blanchard, Wayne Shorter, Herbie Hancock, Danilo Pérez és Brian Blade.
Diplomázott a Thelonious Monk Jazz Intézben, mesterdiplomáját pedig a Loyola Egyetemen kapta 2009-ben.
Számos fesztiválon, koncertteremben és dzsesszklubban fellépett, köztük a New Orleans Jazz és Heritage Fesztiválon, a Rio das Ostras Jazz Fesztiválon, a Playboy Jazz Fesztiválon, a Lincoln Center Dizzy Clubjában, Chicago Symphony Centerben..., Nicholas Payton, Ellis Marsalis, Sean Jones és John Ellis közreműködésével. Saját zenekarával fellépett az Earshot Jazz Fesztiválon, a Lima Jazz Fesztiválon, és más helyszínen.

## Albumok
- Flying (2018)
- Tadem
- Here
- Modern Jazz Dance Classics, Vol. 1
- Absolute Integrity (2006)

## Díjak
- 2019: Fellowship Awards
- 2021: Grammy-díj jelölés
- A Western Michiganben eltöltött ideje alatt megkapta a Down Beat Student Music Awardot